# Kathrin Golda Pongratz
Kathrin Golda-Pongratz (Augsburg, 1971) és doctora en arquitectura i urbanisme per la Universitat de Karlsruhe. Professora d'Urbanisme Internacional a la Universitat de Ciències Aplicades de Frankfurt, també imparteix classes d'urbanisme a la Universitat Nacional d'Enginyeria de Lima i a l'Escola d'Arquitectura La Salle de Barcelona. Ha investigat sobre processos d'urbanització lligats a les migracions, urbanisme llatinoamericà, creixements informals i polítiques d'habitatge. És coeditora del periòdic Trialog i membre del consell assessor del Premi FAD City to City a Barcelona. A més, les seves fotografies han estat exposades a Alemanya, Argentina, Perú i Espanya. Golda-Pongratz és membre del Comitè d'Experts del Premi Europeu de l'Espai Públic Urbà des de l'edició de 2014.